# إيفان فيسليتش
إيفان فيسليتش (بالإنجليزية: Ivan Vicelich)، من مواليد 3 سبتمبر 1976، لاعب كرة قدم نيوزلندي.
لعب مع منتخب نيوزيلندا لكرة القدم من 1995 إلى 2013.

## روابط خارجية
- إيفان فيسليتش على موقع الاتحاد الدولي (مؤرشف)  (الإنجليزية)
- إيفان فيسليتش على موقع قاعدة بيانات كرة القدم.إي يو (الإنجليزية)
- إيفان فيسليتش على موقع ناشيونال فوتبول تيمز (الإنجليزية)
- إيفان فيسليتش على موقع Soccerbase.com (لاعب) (الإنجليزية)
- إيفان فيسليتش على موقع Soccerway.com (الإنجليزية)
- إيفان فيسليتش على موقع عالم كرة القدم.نت (الإنجليزية)
- إيفان فيسليتش على موقع كووورة
- إيفان فيسليتش على موقع AS.com (الإسبانية)